# Партизан (футбольный клуб, Солигорск)
«Партиза́н» (бел. «Партызан») — бывший белорусский футбольный клуб из Солигорска, основанный в 2015 году.

## История
Клуб основан в 2015 году в городе Солигорске. У истоков создания команды стоял Игорь Дановский, который и стал тренером клуба в период с 2015 по 2020 год. В 2020 году клуб стал финалистом Кубка Минской области. В сезоне-2021 клуб подал заявку для участия во второй лиге. Также был приглашён Николай Януш на роль тренера клуба. По итогам дебютного сезона клуб заработал путёвку в первую лигу. Однако в декабре 2021 года было сообщено, что солигорский клуб не примет участия в первой лиге.
В 2022 году клуб снова заявился во вторую лигу. На групповом этапе солигорчане заняли 1-е место, проиграв только 1 матч и пройдя в раунд плей-офф. Клуб стал бронзовым призёром первенства, заработав путёвку в первую лигу, но, как стало известно в дальнейшем, команда не приняла участие в первой лиге.
В сезоне 2023 года футбольный клуб занял 1-е место в минском дивизионе «Юг», где позже в финальном этапе дивизиона завоевал путёвку в финальную часть чемпионата, также заняв 1-е место. По итогу сезона футбольный клуб стал победителем второй лиги, однако отказался от участия в первой лиге. В марте 2024 года стало известно, что клуб стал участником обновлённой второй лиги. В марте 2025 года футбольный клуб прекратил своё существование.

## Достижения
- Вторая лига:
  -  Чемпион : 2023
  -  Серебряный призёр: 2024
  -  Бронзовый призёр (2): 2021, 2022

## Главные тренеры
| Главный тренер           | Период работы |
| ------------------------ | ------------- |
| Дановский Игорь Иванович | 2015—2020     |
| Януш Николай Николаевич  | 2021—2025     |